# 수두증
수두증(水頭症, 영어: hydrocephalus), 뇌수종(腦水腫), 물뇌증(-腦症)은 뇌척수액(CSF)이 뇌 안에 비정상적으로 축적되는 질병을 말한다. 두개골 안의 두개내압을 증가시키고 나이가 어릴 경우 머리가 점진적으로 커질 수 있는데 경련, 터널시, 정신적 장애를 유발할 수 있다. 한때 비공식적으로 'water on the brain'으로 불리기도 했다.

## 분류
한국표준질병·사인분류 제1권에 따르면 수두증의 분류는 다음과 같다.
- 포함 G91 후천성 수두증
- 제외 G91 선천성 수두증(Q03.-)
- 제외 G91 선천성 톡소포자충증에 의한 수두증(P37.1)
- G91.0 교통성 수두증
- G91.1 폐색성 수두증
- G91.2 정상뇌압 수두증
- G91.3 상세불명의 외상후 수두증
- G91.8 기타 수두증
- G91.9 상세불명의 수두증

## 같이 보기
- 대뇌수도관